# Уманец, Николай Васильевич
Николай Васильевич Уманец (18 октября 1925, село Белая, ныне Ямпольский район Винницкой области — 1 декабря 1986, Чернигов) — советский компартийный деятель, депутат Верховного Совета СССР 8-10-го созывов. Член ЦК КПУ в 1971—1986 гг. Член Ревизионной комиссии ЦК КПСС в 1981—1986 гг.

## Биография
Родился в крестьянской семье. Участник Великой Отечественной войны: служил в Советской Армии в 1944—1945 гг.
В 1950 окончил Одесский сельскохозяйственный институт. В 1950—1953 гг. работал агрономом, председателем колхоза в Черновицкой области.
В 1953 году стал членом КПСС.
В 1953—1958 гг. — глава Новоселицкого райисполкома Черновицкой области. В 1958—1961 гг. — заведующий сельскохозяйственным отделом Черновицкого областного комитета КПУ. В 1961 г. — инспектор ЦК КПУ. В 1961—1968 гг. — секретарь Житомирского областного комитета КПУ. В 1968—1969 гг. — 2-й секретарь Житомирского областного комитета КПУ.
В 1969—1970 гг. — заместитель министра сельского хозяйства УССР. В апреле 1970 — январе 1984 гг. — 1-й секретарь Черниговского областного комитета КПУ. Потом — на пенсии.
Награжден орденами и медалями.